# Jhegson Méndez
Jhegson Sebastián Méndez Carabalí (Mira, Carchi, 26 de abril de 1997) es un futbolista ecuatoriano. Juega de centrocampista y su equipo actual es el Independiente del Valle de la Serie A de Ecuador.

## Trayectoria
Méndez ingresó a la academia de Independiente del Valle en 2011. Para 2014 había ascendido al equipo B y debutó con el primer equipo el 7 de marzo de 2015 en una victoria sobre Liga de Loja en la Serie A de Ecuador. Después de dos apariciones como suplente, Méndez fue cedido a la Cultural Leonesa de España, haciendo una aparición como suplente del club el 29 de noviembre de 2015. A su regreso al club, Méndez tuvo que esperar hasta la jornada 15 de la temporada 2016 para jugar su próximo partido apareciendo como suplente en una derrota ante Fuerza Amarilla el 13 de mayo de 2016. Siguió jugando los 90 minutos completos en seis de los últimos diez partidos de la primera etapa de Serie A de Ecuador y otras 12 apariciones en la segunda etapa mientras se consolidaba como titular del primer equipo.
El 28 de diciembre de 2018, Méndez fichó por el Orlando City de la Major League Soccer. Hizo su debut en la apertura de la temporada en casa ante el New York City el 2 de marzo de 2019. En julio de 2019, Méndez formó parte del equipo de Orlando City junto a Nani y Chris Mueller que ganó el MLS All-Star Skills de 2019. Desafío, venciendo a equipos de la MLS All-Stars y el Atlético de Madrid para ganar el premio de $25,000 para caridad.
El 7 de noviembre de 2021, Méndez marcó su primer gol con el club en su 65.ª aparición. El gol, un espectacular golpe de 20 yardas, fue la primera anotación en una eventual victoria por 2-0 ante el Club de Foot Montréal. Fue el partido final de la temporada regular en el que Orlando ingresó sabiendo que un empate garantizaría la clasificación a los play-offs de la MLS Cup 2021.
El 19 de julio de 2022 se confirmó su transferencia desde Orlando a Los Angeles Football Club, también de la MLS, en un contrato hasta 2026. Dejó el club a finales de 2022.
El 9 de enero de 2023 fue anunciado por el São Paulo Futebol Clube de Brasil, con un contrato hasta diciembre de 2025.
En 2024 fue cedido por seis meses al Elche Club de Fútbol de España.

## Selección nacional

### Categorías inferiores
Fue parte de la selección de fútbol sub-20 de Ecuador y fue parte de la nómina para el Campeonato Sudamericano de Fútbol Sub-20 de 2017 que se celebró en Ecuador y donde su selección obtuvo la clasificación al mundial de dicha categoría.

#### Participaciones en Sudamericanos
| Campeonato                  | Sede      | Resultado    | Partidos | Goles |
| --------------------------- | --------- | ------------ | -------- | ----- |
| Sudamericano Sub-17 de 2013 | Argentina | Primera fase | 4        | 0     |
| Sudamericano Sub-20 de 2015 | Uruguay   | Primera fase | 0        | 0     |
| Sudamericano Sub-20 de 2017 | Ecuador   | Subcampeón   | 0        | 0     |

### Selección absoluta
El 25 de septiembre de 2017 es convocado por Jorge Célico para jugar los partidos ante Chile y Argentina correspondiente a la última jornada de las eliminatorias por Rusia 2018. El 14 de noviembre de 2022 fue incluido en la lista final para la Copa Mundial Catar 2022.
Fue convocado por Sebastián Beccacece para disputar la doble fecha de las eliminatorias para el Mundial de Canadá, Estados Unidos y México 2026 de septiembre de 2024 ante Brasil y Perú.

#### Participaciones en Copas del Mundo
| Mundial           | Sede  | Resultado      | Partidos | Goles |
| ----------------- | ----- | -------------- | -------- | ----- |
| Copa Mundial 2022 | Catar | Fase de grupos | 2        | 0     |

#### Participaciones en eliminatorias
| Eliminatorias      | Sede            | Resultado      | Partidos | Goles |
| ------------------ | --------------- | -------------- | -------- | ----- |
| Eliminatorias 2018 | América del Sur | No clasificado | 0        | 0     |
| Eliminatorias 2022 | América del Sur | Clasificado    | 7        | 0     |
| Eliminatorias 2026 | América del Sur | Clasificado    | 2        | 0     |

### Participaciones en Copa América
| Copa              | Sede   | Resultado        | Partidos | Goles |
| ----------------- | ------ | ---------------- | -------- | ----- |
| Copa América 2019 | Brasil | Primera fase     | 2        | 0     |
| Copa América 2021 | Brasil | Cuartos de final | 5        | 0     |

### Partidos internacionales
Actualizado al último partido jugado el 21 de marzo de 2025.
| \| N.° \| Fecha \| Ciudad \| Rival \| Resultado \| Resultado \| Competencia \| \| --- \| ------------------------ \| ---------------- \| ----------------- \| --------- \| --------- \| ----------------------------------- \| \| 1. \| 11 de septiembre de 2018 \| Bridgeview \| Guatemala \| 2-0 \| Victoria \| Amistoso \| \| 2. \| 12 de octubre de 2018 \| Doha \| Catar \| 3-4 \| Derrota \| Amistoso \| \| 3. \| 16 de octubre de 2018 \| Doha \| Omán \| 0-0 \| Empate \| Amistoso \| \| 4. \| 16 de noviembre de 2018 \| Lima \| Perú \| 2-0 \| Victoria \| Amistoso \| \| 5. \| 20 de noviembre de 2018 \| Ciudad de Panamá \| Panamá \| 2-1 \| Victoria \| Amistoso \| \| 6. \| 21 de marzo de 2019 \| Orlando \| Estados Unidos \| 0-1 \| Derrota \| Amistoso \| \| 7. \| 26 de marzo de 2019 \| Harrison \| Honduras \| 0-0 \| Empate \| Amistoso \| \| 8. \| 9 de junio de 2019 \| Arlington \| México \| 2-3 \| Derrota \| Amistoso \| \| 9. \| 21 de junio de 2019 \| Salvador \| Chile \| 1-2 \| Derrota \| Copa América 2019 \| \| 10. \| 24 de junio de 2019 \| Belo Horizonte \| Japón \| 1-1 \| Empate \| Copa América 2019 \| \| 11. \| 5 de septiembre de 2019 \| Harrison \| Perú \| 1-0 \| Victoria \| Amistoso \| \| 12. \| 10 de septiembre de 2019 \| Cuenca \| Bolivia \| 3-0 \| Victoria \| Amistoso \| \| 13. \| 13 de octubre de 2019 \| Elche \| Argentina \| 1-6 \| Derrota \| Amistoso \| \| 14. \| 14 de noviembre de 2019 \| Portoviejo \| Trinidad y Tobago \| 3-0 \| Victoria \| Amistoso \| \| 15. \| 19 de noviembre de 2019 \| Harrison \| Colombia \| 0-1 \| Derrota \| Amistoso \| \| 16. \| 17 de noviembre de 2020 \| Quito \| Colombia \| 6-1 \| Victoria \| Eliminatorias al Mundial Catar 2022 \| \| 17. \| 4 de junio de 2021 \| Porto Alegre \| Brasil \| 0-2 \| Derrota \| Eliminatorias al Mundial Catar 2022 \| \| 18. \| 8 de junio de 2021 \| Quito \| Perú \| 1-2 \| Derrota \| Eliminatorias al Mundial Catar 2022 \| \| 19. \| 13 de junio de 2021 \| Cuiabá \| Colombia \| 0-1 \| Derrota \| Copa América 2021 \| \| 20. \| 20 de junio de 2021 \| Río de Janeiro \| Venezuela \| 2-2 \| Empate \| Copa América 2021 \| \| 21. \| 23 de junio de 2021 \| Goiânia \| Perú \| 2-2 \| Empate \| Copa América 2021 \| \| 22. \| 27 de junio de 2021 \| Goiânia \| Brasil \| 1-1 \| Empate \| Copa América 2021 \| \| 23. \| 3 de julio de 2021 \| Goiânia \| Argentina \| 0-3 \| Derrota \| Copa América 2021 \| \| 24. \| 7 de octubre de 2021 \| Guayaquil \| Bolivia \| 3-0 \| Victoria \| Eliminatorias al Mundial Catar 2022 \| \| 25. \| 16 de noviembre de 2021 \| Santiago \| Chile \| 2-0 \| Victoria \| Eliminatorias al Mundial Catar 2022 \| \| 26. \| 4 de diciembre de 2021 \| Houston \| El Salvador \| 1-1 \| Empate \| Amistoso \| \| 27. \| 27 de enero de 2022 \| Quito \| Brasil \| 1-1 \| Empate \| Eliminatorias al Mundial Catar 2022 \| \| 28. \| 24 de marzo de 2022 \| Ciudad del Este \| Paraguay \| 1-3 \| Derrota \| Eliminatorias al Mundial Catar 2022 \| \| 29. \| 2 de junio de 2022 \| Harrison \| Nigeria \| 1-0 \| Victoria \| Amistoso \| \| 30. \| 5 de junio de 2022 \| Chicago \| México \| 0-0 \| Empate \| Amistoso \| \| 31. \| 27 de septiembre de 2022 \| Düsseldorf \| Japón \| 0-0 \| Empate \| Amistoso \| \| 32. \| 12 de noviembre de 2022 \| Madrid \| Irak \| 0-0 \| Empate \| Amistoso \| \| 33. \| 20 de noviembre de 2022 \| Jor \| Catar \| 2-0 \| Victoria \| Mundial Catar 2022 \| \| 34. \| 25 de noviembre de 2022 \| Rayán \| Países Bajos \| 1-1 \| Empate \| Mundial Catar 2022 \| \| 35. \| 24 de marzo de 2023 \| Sídney \| Australia \| 1-3 \| Derrota \| Amistoso \| \| 36. \| 28 de marzo de 2023 \| Melbourne \| Australia \| 2-1 \| Victoria \| Amistoso \| \| 37. \| 6 de septiembre de 2024 \| Curitiba \| Brasil \| 0-1 \| Derrota \| Eliminatorias al Mundial 2026 \| \| 38. \| 21 de marzo de 2025 \| Quito \| Venezuela \| 2-1 \| Victoria \| Eliminatorias al Mundial 2026 \| |                          |                  |                   |           |           |                                     |
| N.° | Fecha                    | Ciudad           | Rival             | Resultado | Resultado | Competencia                         |
| 1. | 11 de septiembre de 2018 | Bridgeview       | Guatemala         | 2-0       | Victoria  | Amistoso                            |
| 2. | 12 de octubre de 2018    | Doha             | Catar             | 3-4       | Derrota   | Amistoso                            |
| 3. | 16 de octubre de 2018    | Doha             | Omán              | 0-0       | Empate    | Amistoso                            |
| 4. | 16 de noviembre de 2018  | Lima             | Perú              | 2-0       | Victoria  | Amistoso                            |
| 5. | 20 de noviembre de 2018  | Ciudad de Panamá | Panamá            | 2-1       | Victoria  | Amistoso                            |
| 6. | 21 de marzo de 2019      | Orlando          | Estados Unidos    | 0-1       | Derrota   | Amistoso                            |
| 7. | 26 de marzo de 2019      | Harrison         | Honduras          | 0-0       | Empate    | Amistoso                            |
| 8. | 9 de junio de 2019       | Arlington        | México            | 2-3       | Derrota   | Amistoso                            |
| 9. | 21 de junio de 2019      | Salvador         | Chile             | 1-2       | Derrota   | Copa América 2019                   |
| 10. | 24 de junio de 2019      | Belo Horizonte   | Japón             | 1-1       | Empate    | Copa América 2019                   |
| 11. | 5 de septiembre de 2019  | Harrison         | Perú              | 1-0       | Victoria  | Amistoso                            |
| 12. | 10 de septiembre de 2019 | Cuenca           | Bolivia           | 3-0       | Victoria  | Amistoso                            |
| 13. | 13 de octubre de 2019    | Elche            | Argentina         | 1-6       | Derrota   | Amistoso                            |
| 14. | 14 de noviembre de 2019  | Portoviejo       | Trinidad y Tobago | 3-0       | Victoria  | Amistoso                            |
| 15. | 19 de noviembre de 2019  | Harrison         | Colombia          | 0-1       | Derrota   | Amistoso                            |
| 16. | 17 de noviembre de 2020  | Quito            | Colombia          | 6-1       | Victoria  | Eliminatorias al Mundial Catar 2022 |
| 17. | 4 de junio de 2021       | Porto Alegre     | Brasil            | 0-2       | Derrota   | Eliminatorias al Mundial Catar 2022 |
| 18. | 8 de junio de 2021       | Quito            | Perú              | 1-2       | Derrota   | Eliminatorias al Mundial Catar 2022 |
| 19. | 13 de junio de 2021      | Cuiabá           | Colombia          | 0-1       | Derrota   | Copa América 2021                   |
| 20. | 20 de junio de 2021      | Río de Janeiro   | Venezuela         | 2-2       | Empate    | Copa América 2021                   |
| 21. | 23 de junio de 2021      | Goiânia          | Perú              | 2-2       | Empate    | Copa América 2021                   |
| 22. | 27 de junio de 2021      | Goiânia          | Brasil            | 1-1       | Empate    | Copa América 2021                   |
| 23. | 3 de julio de 2021       | Goiânia          | Argentina         | 0-3       | Derrota   | Copa América 2021                   |
| 24. | 7 de octubre de 2021     | Guayaquil        | Bolivia           | 3-0       | Victoria  | Eliminatorias al Mundial Catar 2022 |
| 25. | 16 de noviembre de 2021  | Santiago         | Chile             | 2-0       | Victoria  | Eliminatorias al Mundial Catar 2022 |
| 26. | 4 de diciembre de 2021   | Houston          | El Salvador       | 1-1       | Empate    | Amistoso                            |
| 27. | 27 de enero de 2022      | Quito            | Brasil            | 1-1       | Empate    | Eliminatorias al Mundial Catar 2022 |
| 28. | 24 de marzo de 2022      | Ciudad del Este  | Paraguay          | 1-3       | Derrota   | Eliminatorias al Mundial Catar 2022 |
| 29. | 2 de junio de 2022       | Harrison         | Nigeria           | 1-0       | Victoria  | Amistoso                            |
| 30. | 5 de junio de 2022       | Chicago          | México            | 0-0       | Empate    | Amistoso                            |
| 31. | 27 de septiembre de 2022 | Düsseldorf       | Japón             | 0-0       | Empate    | Amistoso                            |
| 32. | 12 de noviembre de 2022  | Madrid           | Irak              | 0-0       | Empate    | Amistoso                            |
| 33. | 20 de noviembre de 2022  | Jor              | Catar             | 2-0       | Victoria  | Mundial Catar 2022                  |
| 34. | 25 de noviembre de 2022  | Rayán            | Países Bajos      | 1-1       | Empate    | Mundial Catar 2022                  |
| 35. | 24 de marzo de 2023      | Sídney           | Australia         | 1-3       | Derrota   | Amistoso                            |
| 36. | 28 de marzo de 2023      | Melbourne        | Australia         | 2-1       | Victoria  | Amistoso                            |
| 37. | 6 de septiembre de 2024  | Curitiba         | Brasil            | 0-1       | Derrota   | Eliminatorias al Mundial 2026       |
| 38. | 21 de marzo de 2025      | Quito            | Venezuela         | 2-1       | Victoria  | Eliminatorias al Mundial 2026       |

## Estadísticas

### Clubes
Actualizado al último partido jugado el 16 de agosto de 2025.
| Club                              | Div.          | Temporada     | Liga  | Liga  | Copas nacionales | Copas nacionales | Copas internacionales | Copas internacionales | Otros        | Otros        | Total | Total |
| Club                              | Div.          | Temporada     | Part. | Goles | Part.            | Goles            | Part.                 | Goles                 | Part.        | Goles        | Part. | Goles |
| --------------------------------- | ------------- | ------------- | ----- | ----- | ---------------- | ---------------- | --------------------- | --------------------- | ------------ | ------------ | ----- | ----- |
| C. S. Norte América · Ecuador     | 3.ª           | 2010          | 3     | 0     | Inexistentes     | Inexistentes     | Inexistentes          | Inexistentes          | Inexistentes | Inexistentes | 3     | 0     |
| C. S. Norte América · Ecuador     | Total club    | Total club    | 3     | 0     | 0                | 0                | 0                     | 0                     | 0            | 0            | 3     | 0     |
| Independiente del Valle · Ecuador | 1.ª           | 2011          | 0     | 0     | Inexistentes     | Inexistentes     | Inexistentes          | Inexistentes          | Inexistentes | Inexistentes | 0     | 0     |
| Independiente del Valle · Ecuador | 1.ª           | 2012          | 0     | 0     | Inexistentes     | Inexistentes     | Inexistentes          | Inexistentes          | Inexistentes | Inexistentes | 0     | 0     |
| Independiente del Valle · Ecuador | 1.ª           | 2013          | 0     | 0     | Inexistentes     | Inexistentes     | Inexistentes          | Inexistentes          | Inexistentes | Inexistentes | 0     | 0     |
| Independiente del Valle · Ecuador | 1.ª           | 2014          | 0     | 0     | Inexistentes     | Inexistentes     | Inexistentes          | Inexistentes          | Inexistentes | Inexistentes | 0     | 0     |
| Independiente del Valle · Ecuador | 1.ª           | 2015          | 2     | 0     | Inexistentes     | Inexistentes     | Inexistentes          | Inexistentes          | Inexistentes | Inexistentes | 2     | 0     |
| Cultural Leonesa · España         | 3.ª           | 2015-16       | 1     | 0     | Inexistentes     | Inexistentes     | Inexistentes          | Inexistentes          | Inexistentes | Inexistentes | 1     | 0     |
| Cultural Leonesa · España         | Total club    | Total club    | 1     | 0     | 0                | 0                | 0                     | 0                     | 0            | 0            | 1     | 0     |
| Independiente del Valle · Ecuador | 1.ª           | 2016          | 19    | 0     | Inexistentes     | Inexistentes     | 0                     | 0                     | —            | —            | 19    | 0     |
| Independiente del Valle · Ecuador | 1.ª           | 2017          | 20    | 1     | Inexistentes     | Inexistentes     | 0                     | 0                     | —            | —            | 20    | 1     |
| Independiente del Valle · Ecuador | 1.ª           | 2018          | 40    | 3     | Inexistentes     | Inexistentes     | 2                     | 0                     | —            | —            | 42    | 3     |
| Orlando City Estados Unidos       | 1.ª           | 2019          | 23    | 0     | 2                | 0                | —                     | —                     | —            | —            | 25    | 0     |
| Orlando City Estados Unidos       | 1.ª           | 2020          | 23    | 0     | —                | —                | —                     | —                     | —            | —            | 23    | 0     |
| Orlando City Estados Unidos       | 1.ª           | 2021          | 18    | 1     | —                | —                | 0                     | 0                     | —            | —            | 18    | 1     |
| Orlando City Estados Unidos       | 1.ª           | 2022          | 13    | 0     | 4                | 0                | —                     | —                     | —            | —            | 17    | 0     |
| Orlando City Estados Unidos       | Total club    | Total club    | 77    | 1     | 6                | 0                | 0                     | 0                     | 0            | 0            | 83    | 1     |
| Los Angeles F. C. Estados Unidos  | 1.ª           | 2022          | 11    | 0     | —                | —                | —                     | —                     | —            | —            | 11    | 0     |
| Los Angeles F. C. Estados Unidos  | Total club    | Total club    | 11    | 0     | 0                | 0                | 0                     | 0                     | 0            | 0            | 11    | 0     |
| São Paulo F. C. · Brasil          | 1.ª           | 2023          | 7     | 0     | 4                | 0                | 2                     | 0                     | 11           | 0            | 24    | 0     |
| São Paulo F. C. · Brasil          | Total club    | Total club    | 7     | 0     | 4                | 0                | 2                     | 0                     | 11           | 0            | 24    | 0     |
| Elche C. F. · España              | 2.ª           | 2023-24       | 4     | 0     | —                | —                | —                     | —                     | —            | —            | 4     | 0     |
| Elche C. F. · España              | Total club    | Total club    | 4     | 0     | 0                | 0                | 0                     | 0                     | 0            | 0            | 4     | 0     |
| Independiente del Valle · Ecuador | 1.ª           | 2025          | 18    | 0     | 0                | 0                | 8                     | 0                     | —            | —            | 26    | 0     |
| Independiente del Valle · Ecuador | Total club    | Total club    | 99    | 4     | 0                | 0                | 10                    | 0                     | 0            | 0            | 109   | 4     |
| Total carrera                     | Total carrera | Total carrera | 202   | 5     | 10               | 0                | 12                    | 0                     | 11           | 0            | 235   | 5     |
| 1. 2. 3.                          |               |               |       |       |                  |                  |                       |                       |              |              |       |       |

### Participaciones internacionales
| Torneo                 | Club                    | Resultado    |
| ---------------------- | ----------------------- | ------------ |
| Copa Libertadores 2017 | Independiente del Valle | Segunda fase |
| Copa Libertadores 2018 | Independiente del Valle | Segunda fase |

## Palmarés

### Campeonatos nacionales
| Título                   | Club              | Año  |
| ------------------------ | ----------------- | ---- |
| Lamar Hunt U.S. Open Cup | Orlando City      | 2022 |
| MLS Supporters' Shield   | Los Angeles F. C. | 2022 |
| MLS Conferencia Oeste    | Los Angeles F. C. | 2022 |
| MLS Cup                  | Los Angeles F. C. | 2022 |
| Copa de Brasil           | São Paulo F. C.   | 2023 |

### Distinciones individuales
| Distinción                                         | Año  |
| -------------------------------------------------- | ---- |
| Incluido en el 11 ideal del Campeonato Ecuatoriano | 2018 |